# Synapsis davidis
Synapsis davidis là một loài bọ cánh cứng trong họ Bọ hung (Scarabaeidae).